# Polar low

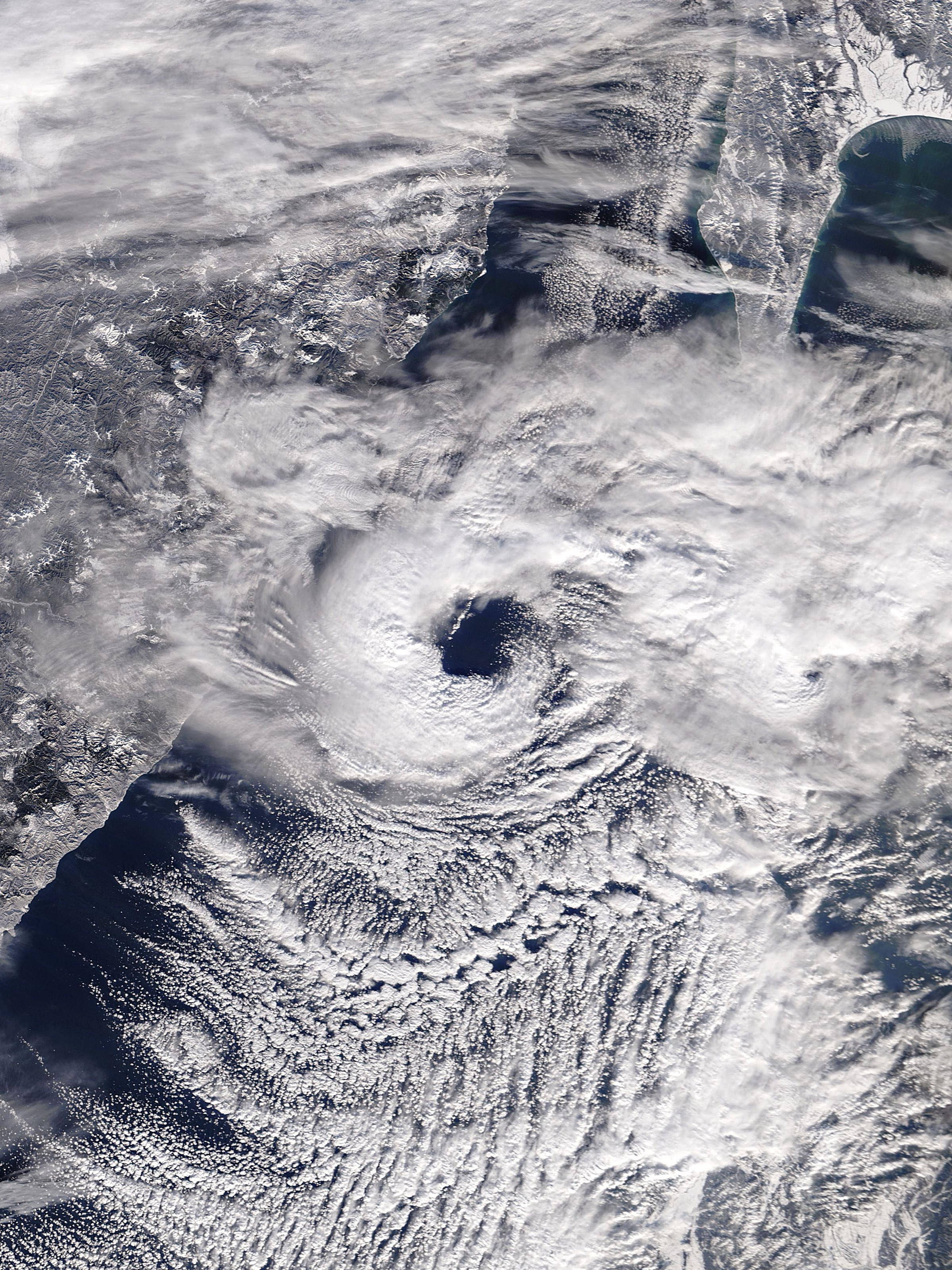
Một polar low trên biển Nhật Bản vào tháng 12 năm 2009

Một polar low là một hệ thống áp suất thấp (depression) trong không khí chỉ tồn tại trong thời gian ngắn, quy mô nhỏ, được thấy ở các khu vực đại dương hướng cực của frông cực ở cả bán cầu Bắc và Nam. Các hệ thống thường có quy mô chiều ngang dưới 1.000 km (620 mi) và tồn tại không quá hai ngày. Chúng là một phần của cấp lớn hơn thuộc hệ thống thời tiết quy mô trung (mesoscale). Polar low có thể khó được phát hiện bằng cách sử dụng báo cáo thời tiết thông thường và gây nguy hiểm đối với các hoạt động ở vĩ độ cao, chẳng hạn như việc chuyên chở đường biển và các trạm dầu khí. Những cơn bão mùa đông như vậy có thể gây ra tình trạng lạnh giá và mất mùa. Polar low đã được đề cập đến bởi nhiều thuật ngữ khác, chẳng hạn như polar mesoscale vortex, Arctic hurricane, Arctic low, và cold air depression. Ngày nay thuật ngữ này thường được dành riêng cho các hệ thống mạnh hơn có gió gần mặt đất ít nhất là 17 m / s (38 mph).

## Lịch sử
Polar low lần đầu tiên được xác định trên hình ảnh vệ tinh khí tượng, co thể được quan sát trong những năm 1960, cho thấy nhiều xoáy mây quy mô nhỏ ở vĩ độ cao. Các polar low hoạt động nhất được tìm thấy trong một số khu vực hàng hải không có băng ở hoặc gần Bắc Cực trong mùa đông, chẳng hạn như Biển Na Uy, Biển Barents, Biển Labrador và Vịnh Alaska; tuy nhiên, một số polar low đã được tìm thấy ở Biển Nhật Bản. Polar low tan rã nhanh khi chúng đổ bộ vào đất liền. Các hệ thống Nam Cực có xu hướng yếu hơn so với các đối tác phía Bắc của họ vì sự khác biệt về nhiệt độ giữa không khí trên biển chung quanh lục địa nói chung là nhỏ hơn. Tuy nhiên, polar low cực mạnh cũng có thể tìm thấy ở Nam Đại Dương.

Tiến hóa của đặt tính như mắt bão trên một polar low

## Kết cấu
Polar low có thể có nhiều loại dấu hiệu mây trong hình ảnh vệ tinh, nhưng có hai loại dạng đám mây khác nhau đã được xác định. Đầu tiên là chữ "hình xoắn ốc" bao gồm một số dải mây bao quanh trung tâm của vùng áp suất thấp. Một số polar low có hình dáng trong hình ảnh vệ tinh của các cơn xoáy thuận nhiệt đới, với những đám mây dông sâu xung quanh một "mắt" không có mây, điều này đã làm tăng việc sử dụng thuật ngữ "cơn bão Bắc Cực" để mô tả một vùng áp suất thấp hoạt động tích cực hơn. Những hệ thống này phổ biến hơn trong không khí cực. Thứ hai là dấu hiệu "dấu phẩy" được tìm thấy nhiều hơn với các hệ thống gần frông cực hơn.

## Sự hình thành
Polar low hình thành vì một số lý do khác nhau, và một dải các hệ thống được quan sát trên hình ảnh vệ tinh. Một số vùng áp suất thấp phát triển trên sự chênh lệch nhiệt độ chiều ngang thông qua sự bất ổn định baroclinic, và chúng có thể có hình dạng các trầm cảm nhỏ ở frông. Ở mức cực đoan khác là các polar low với những đám mây vũ tích rộng, thường có liên quan đến các bể lạnh ở tầng giữa đến tầng trên của tầng đối lưu trên. Vào mùa đông, khi các vùng áp suất thấp lõi lạnh với nhiệt độ ở tầng giữa của tầng đối lưu đạt -45 °C (-49 °F) di chuyển qua các vùng nước rộng, các hình thức đối lưu sâu cho phép polar lows phát triển.

## Tần số

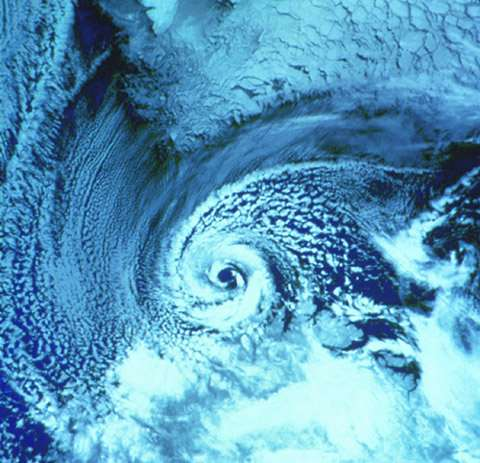
Một polar low trên Biển Barents vào tháng 2 năm 1987

Đỉnh cực có thể xảy ra vào bất kỳ thời điểm nào trong năm, nhưng sự hình thành xoáy thuận có các đặc tính khác nhau tùy thuộc vào mùa.

### Xoáy thuận mùa đông
Mặc dù hoạt động xoáy thuận phổ biến nhất ở Bắc cực Á-Âu với xấp xỉ 15 cyclone mỗi mùa đông, nhưng polar lows cũng xảy ra ở Greenland và Bắc Cực thuộc Canada.

### Xoáy thuận mùa hè
Nếu bạn có được điều kiện khí quyển đúng trong hai tháng đó, chúng có thể thực sự đẩy nhanh sự mất mát băng. Nếu không, chúng có thể làm chậm bất kỳ đà nóng chảy nào bạn đã có. Vì vậy, khả năng dự đoán của chúng tôi vào tháng 5 về tháng 9 có hạn, vì lớp phủ băng biển rất nhạy với điều kiện khí hậu vào đầu đến giữa mùa hè và bạn không thể đoán trước được thời tiết mùa hè.— Walt Meier, a sea ice scientist at NASA’s Goddard Space Flight Center

Trais ngược hẳn, những cơn xoáy thuận mùa hè có thể không hình thành trong nhiều năm, và có xu hướng yếu hơn các cơn lốc xoáy mùa đông. Tuy nhiên, lốc xoáy mùa hè vẫn có thể so bì với các cơn lốc xoáy nhiệt đới tương tự trong cùng một bán cầu về áp suất như 968 mb cho cơn lốc xoáy Tháng Tám năm 2016 và 962 mb cho trận bão Bắc cực 2012.
Một cơn lốc xoáy mùa hè tràn vào Mỹ vào tháng 8 năm 2016, với áp suất trung tâm là 968 mb  Các cơn lốc xoáy này làm cho băng biển Bắc Băng tan chảy khi thổi lên những cơn gió làm tan băng, mức băng nhỏ nhất ở Bắc Cực được ghi nhận là năm 2012, khi cơn xoáy thuận lớn Bắc Cực 2012 tràn vào khu vực.
Lốc xoáy mùa hè không được nghiên cứu kỹ lưỡng và ít khi phá hoại cuộc sống hoặc tài sản vì chúng thường diễn ra ở các khu vực dân cư thưa thớt, những ảnh hưởng khác bao gồm việc kéo đi khí hậu nóng ẩm mùa hè bằng không khí khô hơn có thể nán lại. Chỉ có thiệt hại cơ sở hạ tầng xảy ra như là một kết quả trực tiếp của một cơn bão cực là các giếng dầu và khí đốt hiện diện khắp Nam Cực (đôi khi được gọi là đại dương phía Nam). Một số tàu vận chuyển hàng hoá cũng bị ảnh hưởng, mặc dù có ít hoặc không có báo cáo về tổn thất trong những năm gần đây do kết quả của một polar low.

## Dự báo
Núi cực thấp rất khó dự đoán và phương pháp tiếp cận hiện đại thường được sử dụng, với hệ thống đang được bình lưu với dòng chảy ở tầng giữa tầng đối lưu. Các mô hình dự báo thời tiết số chỉ nhận được độ phân giải theo chiều ngang và chiều dọc để đại diện cho các hệ thống này.